# Hoa hậu Hòa bình Việt Nam 2024
Hoa hậu Hòa bình Việt Nam 2024 là cuộc thi Hoa hậu Hòa bình Việt Nam được tổ chức lần thứ 3. Đêm chung kết diễn ra vào ngày 3 tháng 8 năm 2024 tại Quảng trường Bikini Beach, NovaWorld Phan Thiết, Bình Thuận. Hoa hậu Hòa bình Việt Nam 2023 Lê Hoàng Phương đến từ Khánh Hòa đã trao lại vương miện cho người kế nhiệm là  Võ Lê Quế Anh đến từ Quảng Nam vào đêm chung kết. 

## Kết quả

### Thứ hạng
| Kết quả                                                  | Thí sinh | Vị trí Quốc tế                                                                            |
| -------------------------------------------------------- | --- | ----------------------------------------------------------------------------------------- |
| Hoa hậu Hòa bình Việt Nam 2024 (Miss Grand Vietnam 2024) | - Quảng Nam – Võ Lê Quế Anh | - Tham dự – Hoa hậu Hòa bình Quốc tế 2024                                                 |
| Á hậu 1                                                  | - Đồng Tháp – Lê Phan Hạnh Nguyên |                                                                                           |
| Á hậu 2                                                  | - Hà Nội – Vũ Thị Thu Hiền |                                                                                           |
| Á hậu 3                                                  | - An Giang – Lâm Thị Bích Tuyền |                                                                                           |
| Á hậu 4 (Miss Asia Pacific Vietnam 2024)                 | - Bình Thuận – Phạm Thị Ánh Vương | - Top 10 – Hoa hậu Châu Á Thái Bình Dương Quốc tế 2024                                    |
| Top 10                                                   | - Hà Nội – Khuất Nguyễn Bảo Châu - Sóc Trăng – Nguyễn Phạm Thiên Kim ‡ - Hà Nội – Dương Thị Hải My ¥ - Long An – Trần Hồng Ngọc £ - Ninh Bình – Nguyễn Đặng Huyền Trang                                           |                                                                                           |
| Top 15                                                   | - Hà Nội – Phạm Liên Anh - Hà Nội – Kim Tú Bình - Đồng Nai – Phạm Hoàng Kim Dung - An Giang – Bùi Lý Thiên Huơng - Tiền Giang – Nguyễn Thị Lệ Nam - Phú Yên – Nguyễn Thị Yến Nhi - Quảng Nam – Trần Thị Thùy Trâm |                                                                                           |
| Top 20                                                   | - Thái Nguyên – Dương Thị Phương Anh - Trà Vinh – Nguyễn Thị Thu Cúc - Thành phố Hồ Chí Minh – Nguyễn Thị Hương Lan ∆                                                                                             |                                                                                           |
| Top 20                                                   | - Thành phố Hồ Chí Minh – Nguyễn Vĩnh Hà Phương | - Top 20 – World Miss University 2022 - Á hậu 4 – Miss KBJ Ratu Kebaya International 2022 |
| Top 20                                                   | - Hải Phòng – Đặng Trần Thủy Tiên |                                                                                           |

- § - Thí sinh vào thẳng Top 10 do chiến thắng phần thi Grand Voice Award
- ‡ - Thí sinh vào thẳng Top 10 do chiến thắng phần thi Best Seller Award
- ¥ - Thí sinh vào thẳng Top 10 do chiến thắng giải thưởng Người đẹp được yêu thích nhất
- £ - Thí sinh vào thẳng Top 20 do chiến thắng giải thưởng Best in Swimsuit
- ∆ - Thí sinh vào thẳng Top 20 do chiến thắng giải thưởng Best in Swimsuit (fan vote)

### Thứ tự công bố
| 1. Trần Hồng Ngọc 2. Nguyễn Thị Hương Lan 3. Nguyễn Thị Yến Nhi 4. Phạm Liên Anh 5. Trần Thị Thùy Trâm 6. Lâm Thị Bích Tuyền 7. Phạm Hoàng Kim Dung 8. Nguyễn Đặng Huyền Trang 9. Nguyễn Vĩnh Hà Phương 10. Đặng Trần Thủy Tiên 11. Kim Tú Bình 12. Dương Thị Phương Anh 13. Vũ Thị Thu Hiền 14. Lê Phan Hạnh Nguyên 15. Khuất Nguyễn Bảo Châu 16. Phạm Thị Ánh Vương 17. Võ Lê Quế Anh 18. Bùi Lý Thiên Hương 19. Nguyễn Thị Thu Cúc 20. Nguyễn Thị Lệ Nam | 1. Phạm Liên Anh 2. Trần Thị Thùy Trâm 3. Lâm Thị Bích Tuyền 4. Phạm Hoàng Kim Dung 5. Nguyễn Đặng Huyền Trang 6. Nguyễn Thị Yến Nhi 7. Kim Tú Bình 8. Vũ Thị Thu Hiền 9. Lê Phan Hạnh Nguyên 10. Khuất Nguyễn Bảo Châu 11. Trần Hồng Ngọc 12. Phạm Thị Ánh Vương 13. Võ Lê Quế Anh 14. Nguyễn Thị Lệ Nam 15. Bùi Lý Thiên Hương | 1. Vũ Thị Thu HIền 2. Nguyễn Phạm Thiên Kim 3. Lâm Thị Bích Tuyền 4. Nguyễn Đặng Huyền Trang 5. Lê Phan Hạnh Nguyên 6. Khuất Nguyễn Bảo Châu 7. Phạm Thị Ánh Vương 8. Võ Lê Quế Anh 9. Trần Hồng Ngọc 10. Dương Thị Hải My | 1. Phạm Thị Ánh Vương 2. Võ Lê Quế Anh 3. Lâm Thị Bích Tuyền 4. Vũ Thị Thu Hiền 5. Lê Phan Hạnh Nguyên |

## Các phần thi

### Best Profile Picture
| Kết quả     | Thí sinh                                           |
| Chiến thắng | - 192 – Nguyễn Thị Thảo                            |
| Top 3       | - 241 – Trần Hồng Ngọc - 113 – Phạm Hoàng Kim Dung |

### Top 6 Ấn Tượng
| Kết quả     | Thí sinh |
| Chiến thắng | - 150 – Dương Thị Hải My - 144 – Nguyễn Phạm Thiên Kim - 350 – Nguyễn Thị Hương Lan - 211 – Võ Lê Quế Anh - 241 – Trần Hồng Ngọc - 367 – Dương Thị Thanh Thảo |

### Grand Voice Award
| Kết quả     | Thí sinh |
| Chiến thắng | - 421 – Vũ Thị Thu Hiền                                                                                     |
| Top 5       | - 208 – Nguyễn Vĩnh Hà Phương - 193 – Nguyễn Thị Yến Nhi - 211 – Võ Lê Quế Anh - 367 – Dương Thị Thanh Thảo |

### Miss Elasten (Người đẹp Elasten)
| Kết quả     | Thí sinh |
| Chiến thắng | - 421 – Vũ Thị Thu Hiền |
| Top 3       | - 268 – Lê Phan Hạnh Nguyên - 123 – Nguyễn Đặng Huyền Trang |
| Top 8       | - 068 – Bùi Lý Thiên Hương - 241 – Trần Hồng Ngọc - 051 – Lâm Thị Bích Tuyền - 208 – Nguyễn Vĩnh Hà Phương - 365 – Trần Nguyễn Hương Trà |
| Top 18      | - 404 – Phạm Liên Anh - 433 – Kim Tú Bình - 150 – Dương Thị Hải My - 121 – Hồ Thị Hoàng Huyên - 305 – Nguyễn Thị Hương Lan - 065 – Nguyễn Thị Lệ Nam - 010 – Trần Hồng Anh - 296 – Khuất Nguyễn Bảo Châu - 113 – Phạm Hoàng Kim Dung - 117 – Nguyễn Thị Minh Thương |

### Người đẹp Thời trang – Miss Fashion
| Kết quả     | Thí sinh |
| Chiến thắng | - 123 – Nguyễn Đặng Huyền Trang                                                                              |
| Top 5       | - 456 – Trần Thị Thùy Trâm - 268 – Lê Phan Hạnh Nguyên - 193 – Nguyễn Thị Yến Nhi - 284 – Phạm Thị Ánh Vương |

### The Best Face of Parasola
| Kết quả     | Thí sinh                 |
| Chiến thắng | - 241 – Trần Hồng Ngọc   |
| Top 2       | - 211 – Võ Lê Quế Anh    |
| Top 3       | - 150 – Dương Thị Hải My |

### Best Seller Award
| Kết quả     | Thí sinh                                                                                   |
| Chiến thắng | - 144 – Nguyễn Phạm Thiên Kim                                                              |
| Top 5       | - 241 – Trần Hồng Ngọc - 278 – Cao Thị Liên - 068 – Bùi Lý Thiên Hương - 433 – Kim Tú Bình |

### Best Introduction Video
| Kết quả     | Thí sinh |
| Chiến thắng | - 051 – Lâm Thị Bích Tuyền |
| Top 10      | - 296 – Khuất Nguyễn Bảo Châu - 068 – Bùi Lý Thiên Hương - 268 – Lê Phan Hạnh Nguyên - 182 – Trần Thị Thanh Thanh - 003 – Đặng Trần Thủy Tiên - 278 – Cao Thị Liên - 015 – Nguyên Thị Thu Cúc - 150 – Dương Thị Hải My - 404 – Phạm Liên Anh |

### Best in Swimsuit
| Kết quả     | Thí sinh |
| Chiến thắng | - 241 – Trần Hồng Ngọc                                                                                           |
| Top 5       | - 268 – Lê Phan Hạnh Nguyên - 123 – Nguyễn Đặng Huyền Trang - 068 – Bùi Lý Thiên Hương - 065 – Nguyễn Thị Lệ Nam |

### Người đẹp được yêu thích nhất – Miss Popular Vote
| Kết quả     | Thí sinh                      | Điểm bình chọn |
| Chiến thắng | - 150 – Dương Thị Hải My      | 2,810,080      |
| Top 5       | - 211 – Võ Lê Quế Anh         | 559,380        |
| Top 5       | - 278 – Cao Thị Liên          | 482,250        |
| Top 5       | - 305 – Nguyễn Thị Hương Lan  | 450,610        |
| Top 5       | - 369 – Trần Nguyễn Hương Trà | 385,540        |

### Best National Costume
| Kết quả                                 | Trình diễn                                                                        | Trang phục                                                 | Nhà thiết kế                                                            |
| Chiến thắng                             | - Lương Thùy Linh                                                                 | - Khảm xà cừ                                               | - Nguyễn Ngọc Tứ                                                        |
| Giải nhì                                | - Huỳnh Thị Thanh Thủy                                                            | - Lụa Nàng Sen                                             | - Bùi Công Thiên Bảo                                                    |
| Giải ba                                 | - Nguyễn Lê Ngọc Thảo                                                             | - Thiên Hạc                                                | - Lê Thị Kim Dung                                                       |
| Best National Costume (People's Choice) | - 211 – Võ Lê Quế Anh                                                             | - Điện gió Bạc Liêu                                        | - Phạm Hoàng Bảo                                                        |
| Trình diễn Trang phục dân tộc ấn tượng  | - 113 – Phạm Hoàng Kim Dung - 203 – Nguyễn Quế Khanh - 305 – Nguyễn Thị Hương Lan | - Hoa trên chiến trận - Diệu Vũ Bài Bông - Sênh Tiền Du Hí | - Nguyễn Minh Triết - Bùi Thế Bảo & Nguyễn Nguyên Bảo - Trần Hoài Thuận |
| Symphony of Vietnam                     | - 433 – Kim Tú Bình                                                               | - Huyền Sử Âu Lạc                                          | - Nguyễn Quốc Đạt                                                       |
| Câu chuyện truyền cảm hứng              | - 165 – Phan Thị Ngọc Kiều                                                        | - Ngọc Sen Vàng                                            | - Bùi Minh Vương                                                        |
| Trang phục truyền cảm hứng              | - 065 – Nguyễn Thị Lệ Nam                                                         | - Thạch Long Họa Khắc                                      | - Ngô Hải Đăng                                                          |
| Nhà thiết kế trẻ tuổi nhất              | - 211 – Võ Lê Quế Anh                                                             | - Điện gió Bạc Liêu                                        | - Phạm Hoàng Bảo                                                        |

## Giải thưởng phụ
| Giải thưởng                                       | Thí sinh                        |
| Người đẹp được yêu thích nhất – Miss Popular Vote | - 150 – Dương Thị Hải My        |
| Best in Swimsuit                                  | - 241 – Trần Hồng Ngọc          |
| Best in Swimsuit (Fans Vote)                      | - 305 – Nguyễn Thị Hương Lan    |
| Best Catwalk                                      | - 456 – Trần Thị Thùy Trâm      |
| Best in Evening Gown                              | - 068 – Bùi Lý Thiên Hương      |
| Best Introduction                                 | - 208 – Nguyễn Vĩnh Hà Phương   |
| Best Introduction Video                           | - 051 – Lâm Thị Bích Tuyền      |
| Thuyết trình về Hoà bình hay nhất                 | - 296 – Khuất Nguyễn Bảo Châu   |
| Người đẹp Elasten                                 | - 421 – Vũ Thị Thu Hiền         |
| Grand Voice Award                                 | - 421 – Vũ Thị Thu Hiền         |
| Người đẹp Thời trang – Miss Fashion               | - 123 – Nguyễn Đặng Huyền Trang |
| Best Seller Award                                 | - 144 – Nguyễn Phạm Thiên Kim   |

## Ban giám khảo
| Họ và tên             | Nghề nghiệp, Danh hiệu                                               | Vai trò                  |
| --------------------- | -------------------------------------------------------------------- | ------------------------ |
| Hà Kiều Anh           | Hoa hậu Toàn quốc Báo Tiền Phong 1992                                | Trưởng Ban giám khảo     |
| Vương Duy Biên        | Nghệ sĩ nhân dân, nguyên Thứ trưởng Bộ Văn hóa, Thể thao và Du lịch  | Phó Trưởng Ban giám khảo |
| Nguyễn Thúc Thùy Tiên | Hoa hậu Hòa bình Quốc tế 2021                                        | Thành viên               |
| Đoàn Thiên Ân         | Hoa hậu Hòa bình Việt Nam 2022                                       | Thành viên               |
| Lê Hoàng Phương       | Hoa hậu Hòa bình Việt Nam 2023 Á hậu 4 Hoa hậu Hòa bình Quốc tế 2023 | Thành viên               |
| Đỗ Long               | Nhà thiết kế                                                         | Thành viên               |
| Nguyễn Minh Tú        | Giải Bạc Siêu mẫu Việt Nam 2013                                      | Thành viên               |
| Quốc Trường           | Diễn viên                                                            | Thành viên               |

## Các thí sinh
Có tổng cộng 36 thí sinh tham gia cuộc thi:
| SBD | Họ và tên thí sinh      | Năm sinh | Chiều cao              | Quê quán              | Ghi chú                                                          |
| --- | ----------------------- | -------- | ---------------------- | --------------------- | ---------------------------------------------------------------- |
| 003 | Đặng Trần Thủy Tiên     | 2000     | 1,70 m (5 ft 7 in)     | Hải Phòng             | Top 20                                                           |
| 010 | Trần Hồng Anh           | 2003     | 1,65 m (5 ft 5 in)     | Hà Nội                |                                                                  |
| 015 | Nguyễn Thị Thu Cúc      | 1998     | 1,74 m (5 ft 8+1⁄2 in) | Trà Vinh              | Top 20                                                           |
| 051 | Lâm Thị Bích Tuyền      | 1999     | 1,69 m (5 ft 6+1⁄2 in) | An Giang              | Á hậu 3 Best Introduction Video                                  |
| 065 | Nguyễn Thị Lệ Nam       | 1996     | 1,74 m (5 ft 8+1⁄2 in) | Tiền Giang            | Top 15                                                           |
| 068 | Bùi Lý Thiên Hương      | 1996     | 1,73 m (5 ft 8 in)     | An Giang              | Top 15 Best in Evening Gown                                      |
| 095 | Lê Thị Ngọc Ánh         | 2002     | 1,78 m (5 ft 10 in)    | Thừa Thiên Huế        |                                                                  |
| 113 | Phạm Hoàng Kim Dung     | 1997     | 1,69 m (5 ft 6+1⁄2 in) | Đồng Nai              | Top 15                                                           |
| 117 | Nguyễn Thị Minh Thương  | 2003     | 1,78 m (5 ft 10 in)    | Bình Phước            |                                                                  |
| 121 | Hồ Thị Hoàng Huyên      | 2003     | 1,69 m (5 ft 6+1⁄2 in) | Sóc Trăng             |                                                                  |
| 123 | Nguyễn Đặng Huyền Trang | 1997     | 1,69 m (5 ft 6+1⁄2 in) | Ninh Bình             | Top 10 Người đẹp Thời trang                                      |
| 144 | Nguyễn Phạm Thiên Kim   | 2005     | 1,69 m (5 ft 6+1⁄2 in) | Sóc Trăng             | Top 10 Best Seller Award Top 6 Ấn tượng                          |
| 150 | Dương Thị Hải My        | 2005     | 1,73 m (5 ft 8 in)     | Hà Nội                | Top 10 Người đẹp được yêu thích nhất Top 6 Ấn tượng              |
| 153 | Đinh Thị Hợp            | 2001     | 1,71 m (5 ft 71⁄2 in)  | Ninh Thuận            |                                                                  |
| 165 | Phan Thị Ngọc Kiều      | 1999     | 1,74 m (5 ft 8+1⁄2 in) | Khánh Hòa             |                                                                  |
| 182 | Trần Thị Thanh Thanh    | 2002     | 1,67 m (5 ft 5+1⁄2 in) | Bắc Giang             |                                                                  |
| 193 | Nguyễn Thị Yến Nhi      | 2004     | 1,71 m (5 ft 71⁄2 in)  | Phú Yên               | Top 15                                                           |
| 203 | Nguyễn Quế Khanh        | 2006     | 1,65 m (5 ft 5 in)     | Cần Thơ               |                                                                  |
| 208 | Nguyễn Vĩnh Hà Phương   | 2003     | 1,69 m (5 ft 6+1⁄2 in) | Thành phố Hồ Chí Minh | Top 20 Best Introduction                                         |
| 211 | Võ Lê Quế Anh           | 2001     | 1,73 m (5 ft 8 in)     | Quảng Nam             | Hoa hậu Hòa bình Việt Nam 2024 Top 6 Ấn tượng                    |
| 229 | Tô Ánh Minh             | 2000     | 1,69 m (5 ft 6+1⁄2 in) | Thành phố Hồ Chí Minh |                                                                  |
| 241 | Trần Hồng Ngọc          | 2001     | 1,73 m (5 ft 8 in)     | Long An               | Top 10 Best in Swimsuit The Best Face of Parasola Top 6 Ấn tượng |
| 268 | Lê Phan Hạnh Nguyên     | 1997     | 1,72 m (5 ft 7+1⁄2 in) | Đồng Tháp             | Á hậu 1                                                          |
| 278 | Cao Thị Liên            | 1999     | 1,71 m (5 ft 71⁄2 in)  | Thái Bình             |                                                                  |
| 284 | Phạm Thị Ánh Vương      | 2002     | 1,73 m (5 ft 8 in)     | Bình Thuận            | Á hậu 4                                                          |
| 296 | Khuất Nguyễn Bảo Châu   | 2004     | 1,72 m (5 ft 7+1⁄2 in) | Hà Nội                | Top 10 Thuyết trình về Hòa bình hay nhất                         |
| 302 | Trịnh Mỹ Anh            | 2003     | 1,75 m (5 ft 9 in)     | Hà Nội                |                                                                  |
| 303 | Dương Thị Phương Anh    | 1999     | 1,72 m (5 ft 7+1⁄2 in) | Thái Nguyên           | Top 20                                                           |
| 305 | Nguyễn Thị Hương Lan    | 2003     | 1,65 m (5 ft 5 in)     | Thành phố Hồ Chí Minh | Top 20 Best in Swimsuit (Fans Vote) Top 6 Ấn tượng               |
| 332 | Vũ Thị Kiều Trinh       | 2000     | 1,75 m (5 ft 9 in)     | Nam Định              |                                                                  |
| 365 | Trần Nguyễn Hương Trà   | 1997     | 1,63 m (5 ft 4 in)     | Khánh Hòa             |                                                                  |
| 367 | Dương Thị Thanh Thảo    | 2002     | 1,69 m (5 ft 6+1⁄2 in) | Đắk Lắk               | Top 6 Ấn tượng                                                   |
| 404 | Phạm Liên Anh           | 2003     | 1,68 m (5 ft 6 in)     | Hà Nội                | Top 15                                                           |
| 421 | Vũ Thị Thu Hiền         | 1997     | 1,72 m (5 ft 7+1⁄2 in) | Hà Nội                | Á hậu 2 Grand Voice Award Người đẹp Elasten                      |
| 433 | Kim Tú Bình             | 1999     | 1,71 m (5 ft 7+1⁄2 in) | Hà Nội                | Top 15                                                           |
| 456 | Trần Thị Thùy Trâm      | 1996     | 1,68 m (5 ft 6 in)     | Quảng Nam             | Top 15 Best Catwalk                                              |

## Thông tin thí sinh
- Võ Lê Quế Anh: Á khôi 2 Hoa khôi Đại học Huế 2020, Top 40 Hoa hậu Việt Nam 2020, Á hậu 1 Hoa hậu Du lịch Đà Nẵng 2022, Đại diện Việt Nam dự thi Hoa hậu Hòa bình Quốc tế 2024 và đạt các giải phụ (Top 10 Pre-Arrival, Top 15 Grand Voice Award, Top 20 Trình diễn áo tắm đẹp nhất, Top 16 Country's Power of the Year, Top 10 Trang phục truyền thống đẹp nhất).
- Lê Phan Hạnh Nguyên: Top 41 Hoa hậu Hoàn vũ Việt Nam 2022 cùng giải phụ Top 12 Người đẹp Bản lĩnh, Top 10 Hoa hậu Du lịch Việt Nam 2022 cùng giải phụ Người đẹp Truyền cảm hứng, Top 10 Miss Charm Vietnam 2023.
- Vũ Thị Thu Hiền: Top 6 Vietnam Idol 2023.
- Lâm Thị Bích Tuyền: Top 44 Hoa hậu Việt Nam 2018, Top 15 Hoa hậu Thế giới Việt Nam 2019 cùng giải phụ (Top 8 Người đẹp Truyền thông), Top 15 Hoa hậu Hoàn vũ Việt Nam 2019 cùng các giải phụ (Top 10 Best Catwalk, Top 10 Best Face).
- Phạm Thị Ánh Vương: Top 66 Hoa hậu Thế giới Việt Nam 2022, Top 15 Hoa hậu Hòa bình Việt Nam 2023 cùng giải phụ Người đẹp Thời trang, Top 10 Hoa hậu Châu Á Thái Bình Dương Quốc tế 2024 cùng giải phụ Trang phục Dân tộc đẹp nhất, có chị gái là Phạm Thị Ánh Sương tham gia Hoa hậu Hoàn vũ Việt Nam 2022 và dừng chân sau vòng Sơ khảo.
- Trần Hồng Ngọc: Top 35 Hoa hậu Du lịch Việt Nam 2022, Top 10 Hoa hậu Hòa bình Việt Nam 2023 cùng các giải phụ (Top 16 Người đẹp truyền cảm hứng, Top 6 Ấn tượng), đăng ký dự thi Hoa hậu Hoàn vũ Việt Nam 2023 nhưng rút lui trước vòng sơ khảo vì lý do cá nhân.
- Nguyễn Phạm Thiên Kim: Top 45 Hoa hậu Hoàn vũ Việt Nam 2025 cùng giải phụ Top 10 Cosmo Best Body Award.
- Bùi Lý Thiên Hương: Top 45 Hoa hậu Hoàn vũ Việt Nam 2017 cùng giải phụ Top 8 Best Face, Đăng quang Hoa hậu Việt Nam Toàn thế giới 2018, Top 15 Hoa hậu Siêu quốc gia Việt Nam 2018, Top 16 Hoa hậu Hoàn vũ Việt Nam 2022 cùng giải phụ (Top 12 Người đẹp Bản lĩnh, Top 10 Best Face, Top 10 Best Body, Top 22 Best Catwalk), Top 10 Hoa hậu Hòa bình Việt Nam 2022 cùng các giải phụ (Người đẹp Biển, Giải ba Best Profile Picture, Top 18 Người đẹp Truyền cảm hứng, Top 18 We are Diamond by Diamond Fitness Center, Top 10 Top Bikini by Vera), Top 9 The New Mentor 2023 - team Thanh Hằng, Á hậu 1 Hoa hậu Trái Đất Việt Nam 2025 cùng giải phụ (Top 5 Người đẹp Thể thao, Người đẹp Thời trang, Người đẹp Truyền thông, Top 5 Người đẹp Biển, Top 5 Người đẹp Trang phục Môi trường).
- Nguyễn Thị Lệ Nam (Nam Anh): Quán quân Người mẫu Thời trang Việt Nam 2018, Top 9 The Face Vietnam 2018 - team Thanh Hằng, Top 16 Hoa hậu Hoàn vũ Việt Nam 2022 cùng giải phụ (Best Face, Top 4 Người đẹp Bản lĩnh - Đại sứ Vì cộng đồng, Top 22 Best Catwalk, Top 10 Best Introduction, Top 11 Best Interview, Top 5 Miss Tiktok), Top 10 Miss Universe Vietnam 2023 cùng giải phụ Người đẹp Truyền thông, chị gái song sinh của Hoa khôi Đồng bằng sông Cửu Long 2015 Nguyễn Thị Lệ Nam Em.
- Trần Thị Thùy Trâm: Top 70 Hoa hậu Hoàn vũ Việt Nam 2015, Top 8 Vietnam's Next Top Model 2016, Top 11 Vietnam's Next Top Model 2017, Top 20 Hoa hậu Hòa bình Việt Nam 2022, Top 40 Hoa hậu Hoàn vũ Việt Nam 2023 cùng giải phụ (Best Body, Top 10 Người đẹp Tài năng, Top 10 Người đẹp Thời trang, Top 15 Miss Purité).
- Phạm Hoàng Kim Dung: Top 15 Hoa hậu Hòa bình Việt Nam 2023 cùng giải phụ Á quân Best Hair Improvement by NH23.
- Phạm Liên Anh: Top 15 Hoa hậu Hòa bình Việt Nam 2023 cùng giải phụ Top 10 Best Introduction Video, Top 15 Best Hair Improvement by NH23, Top 16 Người đẹp truyền cảm hứng.
- Nguyễn Thị Yến Nhi: Á quân 1 Người mẫu MITC Phú Yên 2022, Đăng kí dự thi Hoa hậu Hòa bình Việt Nam 2025.
- Nguyễn Vĩnh Hà Phương: Á hậu 4 Miss KBJ Ratu Kabeya 2022, Top 66 Hoa hậu Thế giới Việt Nam 2022 cùng giải phụ (Top 5 Người đẹp Tài năng), Top 20 Hoa hậu Sinh viên Thế giới 2022 cùng giải phụ Miss Netizen, Top 10 Hoa hậu Hòa bình Việt Nam 2023 cùng giải phụ Best Introduction.
- Nguyễn Thị Thu Cúc: Top 45 Hoa hậu Hoàn vũ Việt Nam 2019, Top 30 Hoa hậu Thể thao Việt Nam 2022 - team Thúy Vân, Top 11 Hoa hậu Trái Đất Việt Nam 2023 cùng giải phụ Người đẹp Thời trang, đăng ký dự thi Hoa hậu Hoàn vũ Việt Nam 2025 nhưng rút lui trước vòng sơ khảo vì lý do cá nhân.
- Trần Thị Thanh Thanh: Top 40 Hoa hậu Hoàn vũ Việt Nam 2023 cùng giải phụ Top 4 Người đẹp Bản lĩnh (Đại sứ Du lịch).
- Dương Thị Thanh Thảo: Hoa khôi Nữ sinh Duyên dáng toàn thành phố BMT 2018, Á khôi 1 Nét đẹp Sinh viên HUFLIT 2020, Đăng quang Hoa hậu Văn hóa Hữu nghị Quốc tế 2025 cùng giải phụ Người đẹp Tài năng.
- Đặng Trần Thủy Tiên: Hoa khôi Truyền cảm hứng tại cuộc thi Hoa khôi Đại học Ngoại thương 2019, Top 66 Hoa hậu Thế giới Việt Nam 2022.
- Vũ Thị Kiều Trinh: Top 15 Hoa Hậu Quốc Gia Việt Nam 2024 cùng giải phụ (Top 10 Người đẹp Hùng biện, Người đẹp Hình thể).
- Lê Thị Ngọc Ánh: Á quân 1 Tỏa sáng cùng Đại học Sư Phạm Huế 2019, Top 15 Hoa khôi Đại học Huế 2020, Top 5 Hoa khôi Hutech 2023 với giải phụ Người đẹp Tài năng, Top 32 Hoa hậu Việt Nam 2024
- Trịnh Mỹ Anh: Á khôi 1 Hoa khôi Học sinh Thanh lịch Trường THPT Tây Hồ 2018, Top 35 Hoa hậu Việt Nam 2022 cùng giải phụ (Top 18 Người đẹp Nhân ái, Top 8 Người đẹp Thể thao), Á hậu 3 Hoa hậu Trái Đất Việt Nam 2025 cùng giải phụ (Người đẹp Nhân ái, Top 5 Người đẹp Thể thao, Top 5 Người đẹp Biển, Top 5 Người đẹp Thời trang, Top 5 Người đẹp Tài năng), Đại diện Việt Nam dự thi Hoa hậu Trái Đất 2025.
- Nguyễn Thị Hương Lan: Top 20 Miss UEF 2022.

## Dự thi quốc tế
| Cuộc thi                                   | Đại diện              | Danh hiệu | Thứ hạng                              | Giải thưởng đặc biệt |
| ------------------------------------------ | --------------------- | --------- | ------------------------------------- | --- |
| World Miss University 2022                 | Nguyễn Vĩnh Hà Phương | Top 20    | Top 20                                | Miss Netizen |
| Miss KBJ Ratu Kebaya International 2022    | Nguyễn Vĩnh Hà Phương | Top 20    | 4th Runner-up                         | Miss Social Influence Kebaya Asian Ambassador                                                                                       |
| Miss Asia Pacific International 2024       | Phạm Thị Ánh Vương    | Á hậu 4   | Top 10                                | Best National Costume |
| Miss Grand International 2024              | Võ Lê Quế Anh         | Hoa hậu   | Không đạt giải                        | Top 10 Pre-Arrival Top 15 Grand Voice Award Top 20 Best in Swimsuit Top 16 Country's Power of the Year Top 10 Best National Costume |
| Miss Culture Friendship International 2025 | Dương Thị Thanh Thảo  | Top 36    | Miss Culture Friendship International | Miss Talent |
| Miss Earth 2025                            | Trịnh Mỹ Anh          | Top 36    | TBA                                   | TBA |